# Liste der Einträge im National Register of Historic Places im Catahoula Parish

Lage des Catahoula Parish in Louisiana

Die Liste der Einträge im National Register of Historic Places im Catahoula Parish in Louisiana führt alle Bauwerke und historischen Stätten im Catahoula Parish auf, die in das National Register of Historic Places aufgenommen wurden.

## Legende
| NRHP | Historic Place    |
| HD   | Historic District |

## Aktuelle Einträge
| [ 2 ] | Name                        | Bild                        | Eintragsdatum        | Lage                                                                                   | Ort           | Beschreibung                                                                                     |
| ----- | --------------------------- | --------------------------- | -------------------- | -------------------------------------------------------------------------------------- | ------------- | ------------------------------------------------------------------------------------------------ |
| 1     | Battleground Plantation     |                             | 1979 ID-Nr. 79001056 | Ditto & Gamble Road, rund 4 km nördlich von Sicily Island 31° 53′ 45″ N, 91° 39′ 23″ W | Sicily Island | Um 1850 angelegte Plantage                                                                       |
| 2     | Caney Mounds                |                             | 2005 ID-Nr. 05000986 | Adresse nicht veröffentlicht                                                           | Jonesville    |                                                                                                  |
| 3     | Catahoula Parish Courthouse | Catahoula Parish Courthouse | 1988 ID-Nr. 88002056 | 301 Bushley Street 31° 46′ 17″ N, 91° 49′ 16″ W                                        | Harrisonburg  | 1930 im neoklassizistischen Stil errichtetes Justiz- und Verwaltungsgebäude des Catahoula Parish |
| 4     | Ferry Place                 | Ferry Place                 | 1980 ID-Nr. 80001711 | Adresse nicht veröffentlicht                                                           | Sicily Island | Archäologische Stätte mit Fundstücken aus präkolumbischer Zeit                                   |
| 5     | Green-Lovelace House        |                             | 1983 ID-Nr. 83000495 | Rund 2 km nördlich von Sicily Island 31° 52′ 33″ N, 91° 39′ 36″ W                      | Sicily Island | 1830 errichtetes Wohnhaus                                                                        |
| 6     | Hardin House                |                             | 1990 ID-Nr. 90001740 | LA 913, rund 3 km westlich von Sicily Island 31° 49′ 52″ N, 91° 43′ 0″ W               | Sicily Island | 1885 errichtetes Wohnhaus                                                                        |
| 7     | Kirby House                 |                             | 1988 ID-Nr. 87002498 | Spencer Street Ecke Pearl Street 31° 37′ 53″ N, 91° 48′ 43″ W                          | Trinity       | 1862 im Stil des Greek Revival errichtetes Wohnhaus                                              |
| 8     | Marengo Plantation House    |                             | 1987 ID-Nr. 87002135 | Abseits des US 84, rund 9 km westlich von Jonesville 31° 35′ 30″ N, 91° 55′ 21″ W      | Jonesville    | 1855 im Italianate-Stil errichtetes Herrenhaus                                                   |
| 9     | Moss Grove Plantation House |                             | 2006 ID-Nr. 06000779 | 509 Black River Road 31° 32′ 56″ N, 91° 48′ 8″ W                                       | Jonesville    | 1870 im Italianate-Stil errichtetes Herrenhaus                                                   |
| 10    | Paul's Camp South           |                             | 2004 ID-Nr. 04000529 | Adresse nicht veröffentlicht                                                           | Jonesville    | Archäologische Stätte mit Fundstücken aus präkolumbischer Zeit                                   |
| 11    | Sargent House               |                             | 1980 ID-Nr. 80001710 | Catahoula Street 31° 46′ 18″ N, 91° 49′ 10″ W                                          | Harrisonburg  | 1880 im Stil des Greek Revival errichtetes Wohnhaus                                              |
| 12    | Spring Ridge Baptist Church | Spring Ridge Baptist Church | 1993 ID-Nr. 93001037 | Sherwood Road 31° 50′ 3″ N, 91° 57′ 57″ W                                              | Enterprise    | 1892 errichtete Kirche                                                                           |
| 13    | Wildwood                    |                             | 1989 ID-Nr. 89001874 | Abseits des LA 15, rund 5 km östlich von Sicily Island 31° 48′ 42″ N, 91° 34′ 31″ W    | Sicily Island | Im Italianate-Stil errichtetes Wohnhaus                                                          |